# جي. هنتر هولي
جي. هنتر هولي (بالإنجليزية: J. Hunter Holly)‏ (1932، لانسنغ في الولايات المتحدة - 1982)؛ روائية أمريكية. درست في جامعة ولاية ميشيغان.